# Зорвед
Зорвед (аббревиатура от «зрение+ведение») — направление в авангардном искусстве, возглавляемое М. В. Матюшиным, созданное 13 апреля 1923 года. В него входили учившиеся у Матюшина в 1918—1922 годах Б. В. Эндер, М. В. Эндер, К. В. Эндер, Ю. В. Эндер и Н. И. Гринберг, Н. И. Костров.
Манифест группы «Не искусство, а жизнь» был опубликован Матюшиным в еженедельнике «Жизнь искусства» (1923, выпуск 20, май), в котором предлагалось использовать «совершенно иной способ отображения видимого» с помощью «новых пространственных восприятий». Окружающее пространство рассматривалось как сфера, в которой всё взаимосвязано. Смотрение разделялось на прямое «дневное» и периферийное «сумрачное». Предлагалось тренировать зрительный нерв для достижения постепенного расширения угла зрения до 360 градусов («затылочное смотрение») и формирования нового видения. Этот метод позволял ощутить и передать бесконечность изменчивого мира в его целостности.
На основе принципов «Зорведа» Матюшин со своей группой продолжил изучение взаимодействия цвета, формы и звука в Отделе органической культуры Гинхука. Результатом его исследовательской работы стал «Справочник по цвету (Закономерность изменяемости цветовых сочетаний)» (1932).